# Sainte-Honorine-des-Pertes
Sainte-Honorine-des-Pertes è un ex comune francese di 604 abitanti situato nel dipartimento del Calvados nella regione della Normandia. Dal 1º gennaio 2017 è stato accorpato a Russy per formare il nuovo comune di Aure sur Mer.

## Società

### Evoluzione demografica
Abitanti censiti